# Lumina Domestica

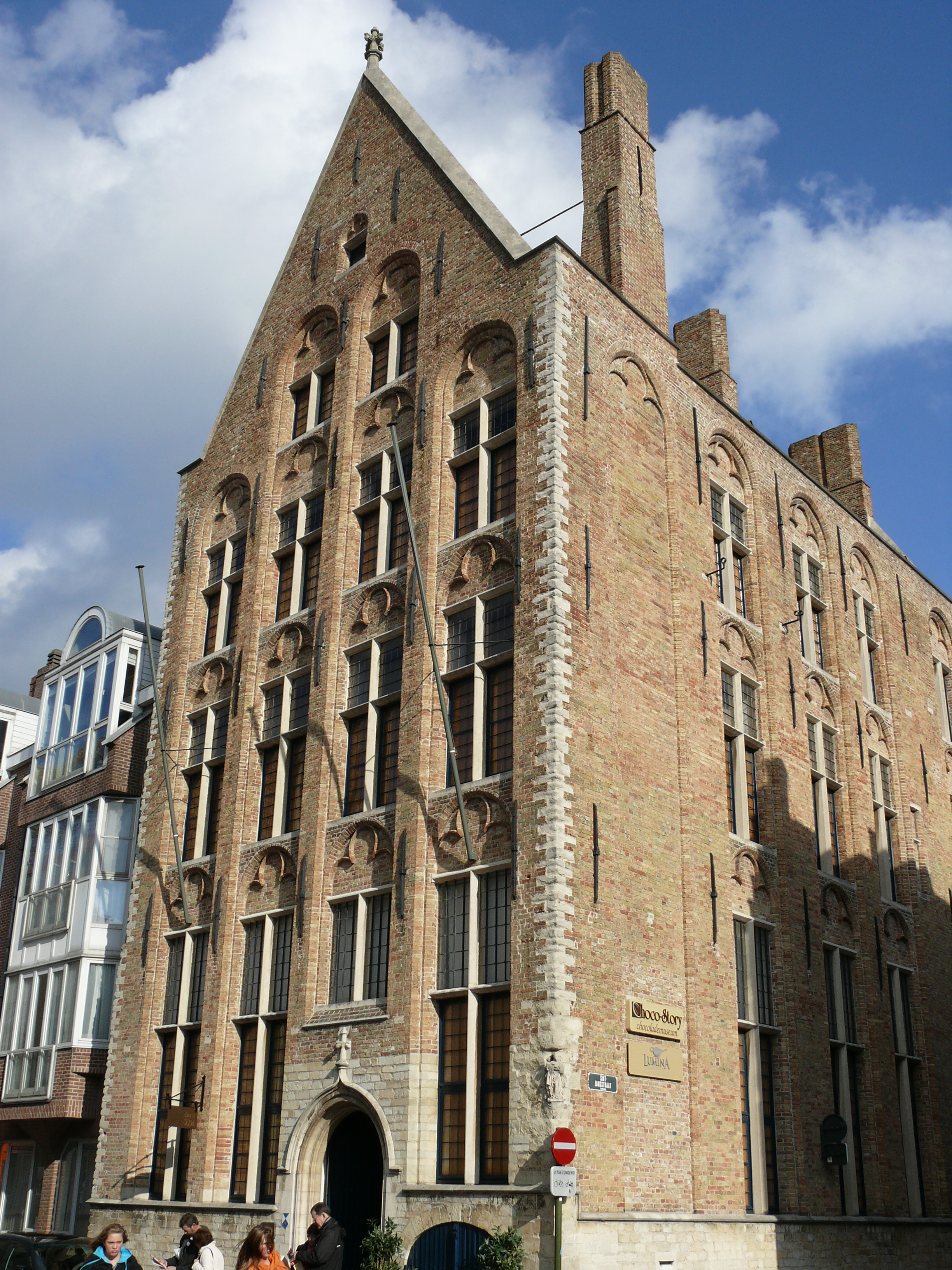
Het pand waarin Lumina Domestica is gevestigd

Lumina Domestica is een lampenmuseum in Brugge. In het museum wordt het historisch overzicht van de binnenhuisverlichting getoond. Men krijgt een duidelijk beeld van de evolutie van fakkel en vetlamp tot gloeilamp en led. Het pronkstuk van het museum is een lamp gemaakt volgens de tekeningen van Leonardo da Vinci.
De bezoeker ontdekt de grootste lampenverzameling ter wereld, bestaande uit ongeveer 6300 (antieke) voorwerpen.